# Major Wingate
Major Leon-Legrant Wingate (Florence, 10 novembre 1983 – 2 ottobre 2021) è stato un cestista statunitense, professionista nella NBDL.